# Krem marshmallow

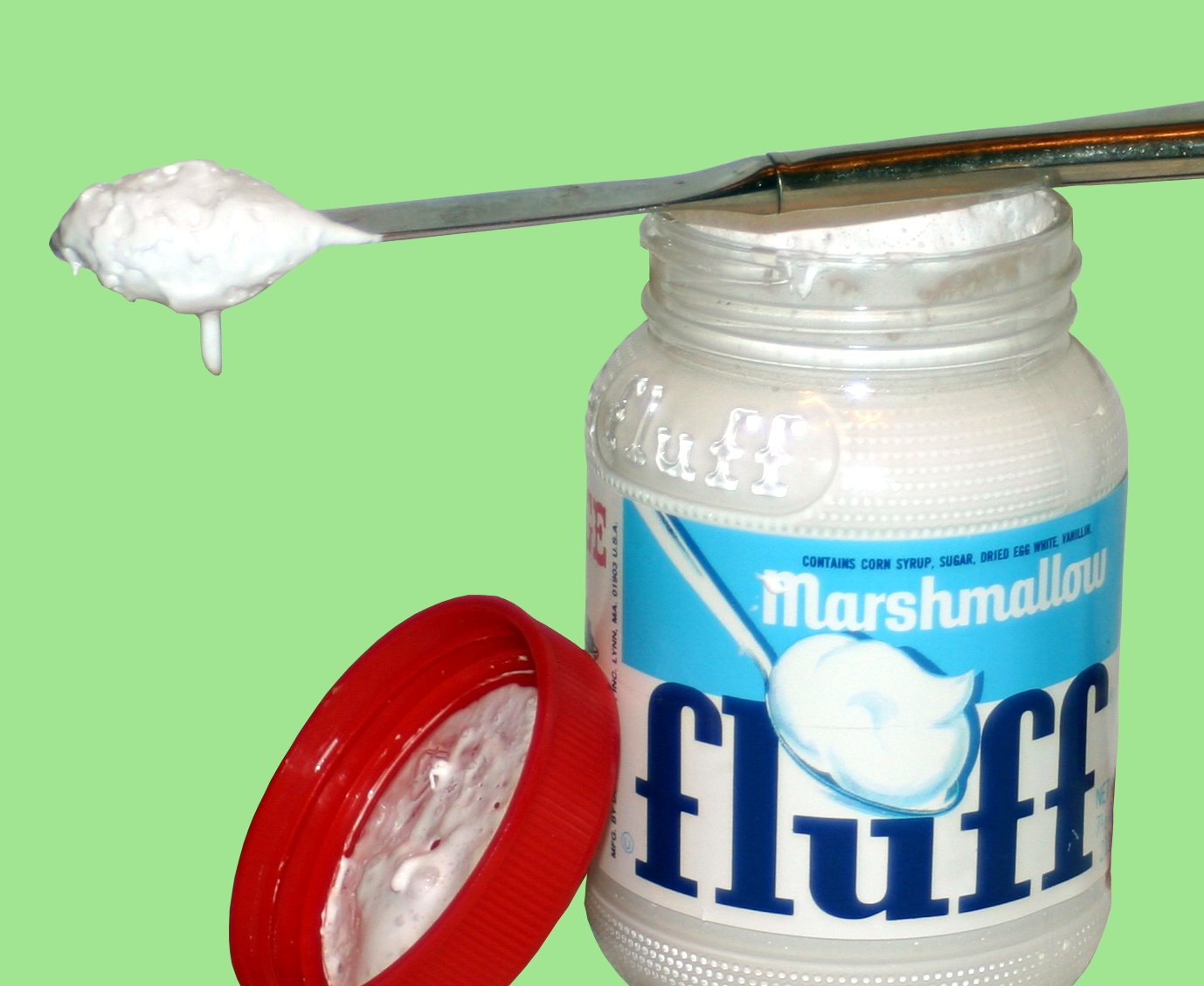
Krem marshmallow

Krem marshmallow (ang. marshmallow creme) – amerykański słodki krem o smaku pianek marshmallow. Krem ten wraz z masłem orzechowym wykorzystuje się do przełożenia kanapki fluffernutter. Razem z Nutellą używa się go do smarowania krakersów typu graham, dzięki czemu uzyskuje się przekąskę imitującą s’more.
Jedną z popularniejszych marek kremu marshmallow jest Marshmallow Fluff produkowany w północno-wschodniej części Stanów Zjednoczonych. Jego składnikami są:
- syrop kukurydziany,
- syrop cukrowy,
- wanilia,
- białka jaj.

Krem marshamllow został wynaleziony przez Archibalda Query'ego w 1917 roku w Somerville.
Krem marshmallow jest produktem bezglutenowym.